# Le Piège à cons
Pour plus de détails, voir Fiche technique et Distribution.
Le Piège à cons est un film français réalisé par Jean-Pierre Mocky, sorti en 1979.

## Synopsis
Ex-soixante-huitard, ancien professeur de philosophie aux idées révolutionnaires, Michel Rayan revient d'un séjour forcé à l'étranger. Pour lui, rien ne semble avoir changé. Un de ses anciens élèves est tué par un policier. Il se retrouve alors entraîné par la petite amie de ce dernier dans la lutte contre le système politique en place et contre les abus des policiers.

## Fiche technique
- Scénario : Jacques Dreux, Jean-Pierre Mocky, et la collaboration de Patrick Granier.
- Dialogues : Jacques Dreux.
- Images en Eastmancolor de Marcel Weiss.
- Son : Louis Hochet.
- Musique : Stéphane Varègues.
- Montage : Catherine Renault et Jean-Pierre Mocky.
- Régie : Gérard Gaultier.
- Script : Natalie Perrey.
- Maquillage : Christine Fornelli.
- Assistants du réalisateur : Lam Le, Étienne Méry, Gaspard de Chavagnac et Jean-Paul Durand.
- Directeur de production : Robert Paillardon.
- Production : Audiphone, Seve, M. Films.
- Distribution : L.M.D.
- Début du tournage : mai 1979.
- Sortie : 17 octobre 1979.
- Durée : 90 minutes.
- Genre : Drame

## Distribution
- Jean-Pierre Mocky : Michel Rayan
- Catherine Leprince : Francine Vaneau
- Jacques Legras : le commissaire Roubert
- Bruno Netter : Séverin Lanier
- Lise Roy : Mme Foron
- Dominique Laurent : Sylvie
- Gérard Hoffmann : Hoby
- Michel Francini : Romirec
- Lisa Livane : Aurélie
- Jean-Simon Prévost : Douany
- Robert Berri : le commissaire
- Dominique Zardi : le chef postier
- Francis Terzian : Moreau
- Jean Le Gall : Serac
- Patrick Granier : l'inspecteur
- Philippe Deplanche : Serge Lanier
- Pierre Gualdi : Fleury
- François Viaur : Arnaud
- Katia Romanoff : la jeune fille
- Jean-René Gossart : l'automobiliste à l'alcotest
- Jean-Claude Romer : le pilleur de sébile
- Pierre-Marcel Ondher : l'Espagnol
- Germaine Lafaille : sœur Elisabeth
- Bérangère Saleix : la pin-up sur le bateau
- Jean Abeillé : le gardien d'usine
- Claude Pascadel : le piqueur de seins
- Joachim Corbeau : Alexandre
- Sophie Moyse : l'étudiante dans le car de police
- Jean-Claude Forestier : un ancien de Mai 68
- Jacques Hébert : un ancien de Mai 68
- Georges Lucas : le brigadier
- Henri Attal : le gardien de la maison Foron
- Jean-François Dupas : l'automobiliste de l'alcootest
- Jean-Michel Claverie : le militaire